# 劇本論述
劇本論述（scriptment）是由電影或電視編劇撰寫的一種文本，綜合了劇本和論述（treatment）中的要素，特別著重於其中的對話部分，以和劇本相同的格式書寫。一份長篇的劇本論述，能有效率的組織劇本內容，讓撰寫者能被列入幕後的「編劇」頭銜中，而不僅只是列入「故事」來源的名單。一部分的電影作品僅使用劇本論述來進行拍攝。

## 來源
「劇本論述」的定義源自於製片人詹姆斯·卡麥隆，時間大約是在他參與《蜘蛛人》系列電影製作期間。在1984年的《魔鬼終結者》獲得成功後，製作過程中卡麥隆為《蜘蛛人》撰寫了一份57頁的劇本論述，之後編劇大衛·科普（David Koepp）以此為基礎撰寫了第一版的劇本草稿，其中幾乎逐字引用了這份劇本論述。
卡麥隆《鐵達尼號》的劇本論述共有131頁。雖然包括約翰·休斯和查克·潘在內的多位導演也曾撰寫過劇本論述，但直到卡麥隆在1994年為電影《阿凡達》撰寫的劇本論述於製作前期在網路上流出後，劇本論述一詞才開始廣為人知。《阿凡達》的劇本論述和其流出事件讓此一名詞被更多人知曉。

## 要素
劇本論述的內容綜合了一般劇本和電影論述的特質，與步驟大綱（step outline）十分相似：主要的文字內容與進一步闡述後的論述（treatment）草稿近似，但僅有重要橋段包含場景標題（slug lines），與一般劇本包含大量場景標題的格式不同，一般劇本裡幾乎每一場景的描述或對話都以「室內/室外 日/夜」（INT./EXT. DAY/NIGHT）格式的場景標題起頭。然而，如同電影論述篇幅可長可短，劇本論述的內容詳盡程度會因撰寫者投入的時間而有所不同，一份更完整發展的劇本論述可能包含所有的場景標題、更大量的對話，並只需要製作人（或共同編劇夥伴）的對於內容方向的共識，即可進一步發展成最後的劇本。
在劇本論述中，各個場景和鏡頭可能分成數個段落或句子，依據作者的風格不同，也可能偶爾包含些許說明註解，例如某項要素可能對於續集的發展十分重要。如同標準的電影論述一般，大多數的對話會被整合成動作。然而，一份較長的劇本論述，更有可能包含發展完整的對白場景。對白的單字或摘要會在註解中被提及，而較長的對白則會依照一般的劇本格式書寫，這兩項因素是劇本論述一詞中「劇本」的定義來源。
在較長篇的劇本論述中，內容可能是以鏡頭而非場景為單位進行撰寫；因此，劇本論述的篇幅長度，並不等於電影內容的長度。一份常見的90-120頁劇本中，重要場景內可能包含數個獨立拍攝的鏡頭。
一篇劇本論述可能以左上角的「淡入」（FADE IN）一詞起頭，並以置中「結束」（THE END）為結尾。其中可能如同正式劇本和長篇電影論述般包含一張標題頁。與正式劇本相同，劇本論述的通常是以單行斷句格式書寫，段落和其他內容彼此之間以空行分隔，頁數則加註在每頁的右上角。